# 刘岘 (版画家)
刘岘（1915年—1990年9月21日），原名王之兑、慎思，笔名泽长、柳涯、丁普、静平等，男，河南兰考人，中国版画家，中国新兴木刻运动的先驱。

## 家庭
女儿王人殷。